# Rytidostylis quadrifida
Rytidostylis quadrifida là một loài thực vật có hoa trong họ Cucurbitaceae. Loài này được (Ser.) Kuntze miêu tả khoa học đầu tiên năm 1891.